# Ochotona nigritia
A Pika-negra-de-Piyan-Ma (Ochotona nigritia) é um lagomorfo endêmica da China.